# 伊達洋至
伊達 洋至（だて ひろし）は、日本の呼吸器外科医師、医学博士、京都大学大学院医学研究科器官外科学講座呼吸器外科学教授、日本胸部外科学会理事。

## 略歴
- 1984年（昭和59年） - 岡山大学医学部 卒業 大学時代は陸上競技部に所属。
- 1988年（昭和63年）3月31日 - 同大学院（第2外科）卒業 医学博士号 授与。
- 1989年（昭和64年）1月 - アメリカ合衆国のワシントン大学胸部外科肺移植研究生
- 1993年（平成5年） - 岡山大学医学部附属病院（現：岡山大学病院）第2外科 助手
- 1997年（平成9年） - 共編著書『肺気腫の外科治療』 金芳堂 出版
- 1998年（平成10年） - 日本で初めての生体肺移植を執刀し成功。
- 1999年（平成11年） - 第42回 岡山県文化奨励賞 受賞
- 2002年（平成14年） - 岡山大学医学部附属病院第2外科 講師 就任
- 2004年（平成16年） - 岡山大学大学院医歯薬学総合研究科 腫瘍･胸部外科 助教授 就任
- 2006年（平成18年） - 同 教授 就任
- 2007年（平成19年） - 京都大学大学院医学研究科器官外科学講座呼吸器外科学 教授 就任
- 2009年（平成21年） - 京都シティーハーフマラソン 完走
- 2024年（令和6年） - イグノーベル賞受賞[1]

## テレビ出演
- スーパーフライデー　巨大病院救命最前線　母と子の生命を救え!（TBS、2003年9月5日放送）
- 2010年（平成22年）10月18日 - 『プロフェッショナル 仕事の流儀』「絆を、最高のメスに」（NHK総合テレビジョン）

## 著作物

### 共編著
- 『肺気腫の外科治療』 清水信義（共編者） 金芳堂（出版） 1997年 ISBN 4-7653-0862-6

### 博士論文
- 『肺移植におけるReimplantation Responseの実験的研究』 岡山大学 1988年

### 文部科学省科学研究費補助金研究成果報告書
- 『生体部分肺移植における移植肺の機能と成長に関する実験』 岡山大学 2000年 - 2001年
- 『生体部分肺移植における移植肺の機能と成長に関する実験(2)』 岡山大学 2002年 - 2003年
- 『生体部分肺移植における新しい手術術式の開発実験』 岡山大学 2004年 - 2005年
- 『心臓死ドナーからの肺移植における血栓対策に関する研究』 岡山大学 2006年 - 2007年

## 参考資料
- 『プロフェッショナル 仕事の流儀』（NHK総合テレビジョン）2010年10月18日放送
- 学生・研究医の方へごあいさつ
- 京都大学呼吸器外科
- 国立国会図書館・蔵書検索